# Anisakis physeteris
Anisakis physeteris is een rondwormensoort uit de familie van de Anisakidae. De wetenschappelijke naam van de soort is voor het eerst geldig gepubliceerd in 1923 door Baylis.